# Bellavista (Sevilla)
Bellavista es un barrio de la ciudad de Sevilla, España, situado al sur de la capital.

## El barrio
Bellavista es un barrio obrero del extrarradio de Sevilla que en 2025 celebra el centenario de su creación.
Su historia comienza oficialmente con la parcelación llevada a cabo en 1925 por Francisco Morillas, que le pone a estas tierras el nombre de Bellavista (antes eran conocidas por barrio de la Salud), en referencia a una población argentina donde previamente había  emigrado y hecho fortuna.
A partir de ahí se suceden distintos acontecimientos que van armando su estructura como barrio. Por ejemplo, dejó de pertenecer a Dos Hermanas durante la Guerra Civil para pertenecer a Sevilla. En sus cercanías se instaló un campo de concentración que derivó, tras la puesta en libertad de los presos, en un considerable aumento demográfico en la zona.
En los años 50 y 60, ante la carestía de infraestructuras y servicios, los vecinos empiezan a organizarse creando un núcleo reivindicativo que ha sido su seña de identidad desde entonces.
(La información sobre la historia del barrio será enriquecida por la ASOCIACIÓN CENTENARIO DE BELLAVISTA).

## Deporte
En el plano deportivo, el barrio es representado principalmente por dos equipos:
- FÚTBOL: Unión Deportiva Bellavista, fundado en 1975 y que tiene 14 equipos federados, más de 400 jugadores y más de 700 socios. También dispone de forma estable de una escuela de fútbol.
- FUTBOL SALA: C.D. Payasos Crouss, fundado en el 1980, tiene su sede en el emblemático Bar Casildo en Calle Guadalajara. Tiene sección de Fútbol Sala y sección de Fútbol fundada en la Temporada 24/25.

Con más de 20 equipos, disputa sus partidos en el Centro Deportivo Bellavista
- BALONCESTO: Reverso C.B. Fundado en 1996 con nueve equipos en competición.
- Club Polideportivo La Esquinita, más centrado en la organización de eventos deportivos que han dado vida al barrio promocionando el deporte en distintas disciplinas

## Fiestas y tradiciones
- Cabalgata Reyes Magos. En Bellavista y gracias al Ateneo de Bellavista, cada 6 de enero se celebra la tradicional cabalgata de reyes Magos por las calles del barrio donde las entidades, comercios y vecinos de Bellavista tienen la oportunidad de participar en sus carrozas
- Carnavales. En Bellavista los carnavales se celebran después de la fecha oficial, para aprovechar el tirón de los pueblos y de la vecina Cádiz. Los vecinos del barrio organizan recorridos y montan actividades divertidas.
- Semana Santa. La Hermandad del Dulce Nombre Archivado el 18 de mayo de 2021 en Wayback Machine. tiene su fecha más señalada cada Viernes de Dolores procesionando por las calles del barrio. Consta de dos pasos.
- Concurso de Rock Bellavista. En 2025 cumple su décima edición. En 2021 este evento vio aumentada exponencialmente la participación de bandas emergentes, hasta llegar en esta edición a las 205 bandas inscritas desde todo el territorio nacional e incluso internacional. Se celebra en septiembre, organizado actualmente por la Asociación Cultura y Música Bellavista (CYMBEL).
- Velá de Bellavista. Suele celebrarse el tercer fin de semana de septiembre. Organizada por la Asociación de Vecinos, tiene mucha participación de las entidades del barrio, encargadas la celebración de eventos de todo tipo. Desde 2017 se ha rescatado la tradición del Pasacalles, una especie de cabalgata muy colorida cuya organización y desarrollo se debe a las ganas de los vecinos de hacer del primer día de Velá algo grande para el barrio. La velá tiene su centro en el aparcamiento de la plaza de Abastos.
- Romería de Valme. Si bien es una romería puramente nazarena, la romería tiene su clímax al llegar al Cortijo de Cuarto, en Bellavista. Siendo, por tanto, una de las fechas más importantes del barrio.
- Halloween. La noche previa al 1 de noviembre ha cogido fuerza entre las fechas señaladas gracias a las ganas de los vecinos del barrio de salir a la calle y divertirse disfrazados de todo tipo de terroríficas formas.

## Transporte y comunicaciones
- Autobuses Urbanos de Sevilla (TUSSAM): Línea 37 Puerta Jerez - Bellavista , la línea 3 Pino Montano - Centro - Bellavista, línea LS Santa Justa - Bellavista y línea A6 estación Prado - Bellavista.

- Autobuses Metropolitanos: Pasan por el distrito las líneas de autobuses procedentes de las ciudades metropolitanas de Dos Hermanas: líneas M-131, M-132, M-132B; Los Palacios y Villafranca, línea M-134; y Alcalá de Guadaíra, línea M-104 que une Alcalá y el Hospital de Valme

- Desde Huelva o Córdoba por la SE-30, dirección Cádiz o Dos Hermanas (N-IV).
- Desde Sevilla Centro, por Avenida de la Palmera y Avenida de Jerez,  dirección Cádiz o Dos Hermanas.
- Desde Cádiz, E-5 - A-4 / AP-4, salida Fuente del Rey por la SE-3505.
- Desde Dos Hermanas por la N-IV y por la A-8032 (Carretera Vieja).
- Desde la A-376, salida avenida Pablo de Olavide, dirección carretera del Pítamo.

- En tren Cercanías: línea C-1 de Cercanías Sevilla, estación Bellavista y línea C-5, estación Jardines de Hércules
- Metro de Sevilla: está prevista la inclusión de Bellavista en la futura línea 3 (amarilla) de metro de Sevilla.